# José Borgatti
José Borgatti (Buenos Aires, 14 settembre 1891 – San Miguel (Buenos Aires), 26 ottobre 1973) è stato un vescovo cattolico argentino.

## Biografia
Nacque nel quartiere di Almagro da genitori italiani immigrati da Cento due anni prima. Il padre Luigi - suoi genitori: Giuseppe e Rosa Gallerani - era di Renazzo e la madre Beatrice Rabboni - di Giovanni e Anna Ferioli - proveniva da Corporeno. Celebrarono il matrimonio nella parrocchia della sposa il 29 aprile 1878 per poi risiedere fino al 1889 a Renazzo, nella casa dei Borgatti situata in via Lamborghini. Dai dati di sbarco sul suolo argentino del capo famiglia Luigi, avvenuto il 16 aprile 1889, si apprende che il viaggio in nave Genova-Buenos Aires avvenne sul piroscafo GioBatta Lavarello e durò circa un mese. Da Luigi e Beatrice nacquero undici figli, dei quali i primi presumibilmente effettuarono la traversata oceanica insieme ai genitori. Il piccolo José nello stesso quartiere frequentò la scuola primaria e la chiesa di San Carlo, oggi basilica di Maria Ausiliatrice. La chiesa era retta dai salesiani, ai quali si avvicinò progressivamente. In quella chiesa visse tutte le tappe fondamentali della sua vita di cristiano, di religioso e di pastore: la prima comunione l'8 dicembre del 1902, l'ordinazione sacerdotale il 7 giugno del 1916, quella episcopale il 25 ottobre 1953, infine le esequie il 28 ottobre 1973 concelebrate da oltre 50 vescovi prima della sepoltura nella cattedrale di Viedma, anch'essa dedicata all'Ausiliatrice.
Ordinato sacerdote nella congregazione salesiana nel 1916, divenne insegnante al Colegio Mariano Acosta. Per molti anni fu insegnante in diverse scuole salesiane, e nel 1927 fondò il Collegio Salesiano della città di Corrientes, rimanendone rettore fino al 1934.
Fu inviato nella città di Viedma, dove servì come vicario della diocesi di Viedma fin dall'anno della sua fondazione, nel 1935, e fu superiore di molte scuole salesiane della Patagonia argentina.
Nel 1953 fu nominato vescovo di Viedma, che allora comprendeva gran parte della Patagonia. Il suo mandato favorì la continuità dell'opera educativa salesiana nella regione e furono fondate anche nuove scuole. Nel 1957 si creò la diocesi di Comodoro Rivadavia così che l'estensione di quella di Viedma da allora si limitò alle province di Río Negro e Neuquén e nel 1961 ne fu staccata anche la diocesi di Neuquén.
Partecipò ad alcune delle prime sessioni del Concilio Vaticano II. Per motivi di salute, presentò le sue dimissioni a papa Paolo VI, che le accettò nell'aprile 1968 e nominò amministratore apostolico un altro salesiano, padre Miguel Ángel Alemán, poi secondo vescovo di Río Gallegos. Da allora Borgatti non dovette adempiere a tutti gli obblighi, ma poiché il papa non gli nominò un sostituto titolare, egli continuò a mantenere la titolarità della diocesi, e ad agire come tale in alcune occasioni. In tale veste inaugurò la cappella dedicata al beato Zeffirino Namuncurá a Chimpay, nell'anno 1971.
Morì mentre partecipava alla riunione annuale dell'Assemblea episcopale argentina a San Miguel (Buenos Aires), nell'anno 1973. Due anni dopo fu eletto a succedergli monsignor Miguel Esteban Hesayne. Le sue spoglie riposano nella cattedrale di Viedma.